# Máriafölde község
Máriafölde község (románul: Comuna Teremia Mare) község Temes megyében, Romániában. Központja Máriafölde, beosztott falvai Kisteremia, Nyerő.

## Népessége
A 2011-es népszámlálás adatai alapján a község népessége 4019 fő volt.